# Ноаптеша (Мехединци)
Ноаптеша (рум. Noapteșa) насеље је у Румунији у округу Мехединци у општини Шишешти. Oпштина се налази на надморској висини од 234 m.

## Становништво
Према подацима из 2002. године у насељу је живело 801 становника, од којих су сви румунске националности.